# Lennart Torstensson

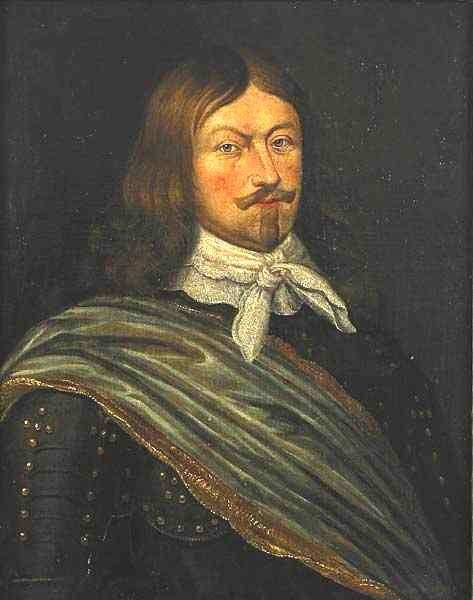
Portret L. Torstenssona (mal. David Beck)

Lennart Torstenson (ur. 17 sierpnia 1603 na dworze Forstena w Västergötlandzie, zm. 7 kwietnia 1651 w Sztokholmie) – wódz szwedzki z czasów wojny trzydziestoletniej.

## Życiorys
Był zarówno wodzem, jak i wojskowym inżynierem, synem Torstena Lennartsona, komendanta twierdzy Älvsborg i Märty Nilsdotter.
W wieku 15 lat został jednym z paziów króla Gustawa Adolfa i obecny był podczas kampanii w Prusach 1628–1629. Podczas jednej z bitew król wysłał z rozkazem Torstenssona, który w drodze zwrócił uwagę, że nieprzyjaciel zmienił swój szyk – co widząc, samowolnie zmienił królewskie rozkazy dla oficerów. Kiedy Gustaw Adolf też zauważył zmianę szyku wojsk nieprzyjacielskich i dowiedział się od pazia o zmianie rozkazów, początkowo wpadł w gniew, później jednak oznajmił: Lennart, twój czyn mógł cię kosztować życie, ale doszedłem do wniosku, że może bardziej pasujesz do roli generała niż pazia na królewskim dworze. W kilka lat później, Torstensson w 1629 został naczelnym dowódcą szwedzkiej artylerii, która pod jego kierownictwem odegrała istotną rolę w zwycięstwach pod Breitenfeld i nad rzeką Lech (15 kwietnia 1632), m.in. stosując nawałę ogniową i ogień zaporowy artylerii podczas przeprawy przez Lech. W 1632 został wzięty do niewoli pod Alte Veste i blisko rok przebywał w zamknięciu w Ingolstadt. Pod wodzą Johana Banéra wyróżnił się w bitwie pod Wittstock (1636) i podczas energicznej obrony Pomorza w latach 1637–1638, a także w bitwie pod Chemnitz w 1638 oraz podczas wyprawy na Czechy w 1639. Choroba, której nabawił się w trakcie niewoli, zmusiła go do powrotu do Szwecji w 1641, gdzie został członkiem Rady Królewskiej.

## Generalissimus
Nagła śmierć Banéra w maju 1641 spowodowała wezwanie Torstenssona do Niemiec, gdzie został generalissimusem szwedzkich sił w Niemczech oraz gubernatorem szwedzkiego Pomorza (Generalguvernör i Pommern). W tym samym roku otrzymał również rangę feldmarszałka.

W 1642 maszerował przez Brandenburgię i Śląsk na Morawy, zdobywając po drodze wszystkie znaczące twierdze. Powracając przez Saksonię, niemal unicestwił armię cesarską w drugiej bitwie pod Breitenfeld (23 października 1642).

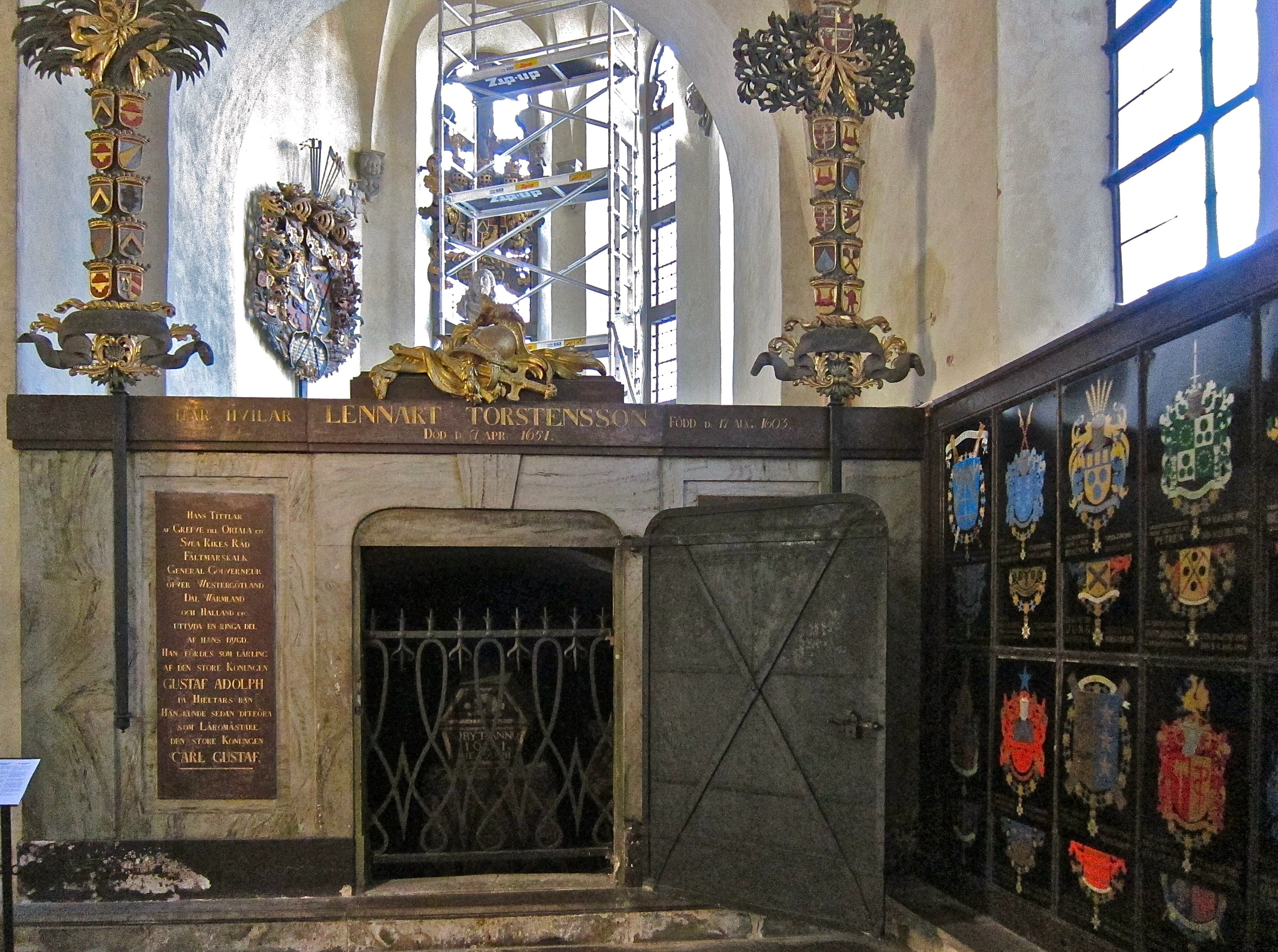
Grobowiec Torstensona w sztokholmskim Riddarholmskyrkan

W 1643 najechał Morawy po raz drugi, lecz wkrótce został wezwany z powrotem dla przeprowadzenia inwazji na Danię, gdzie jego szybka i niespodziewana interwencja sparaliżowała duńską obronę na lądzie (choć jego sytuacja w Jutlandii była przez pewien czas utrudniona wskutek zagrożenia zręcznymi manewrami floty duńskiej dowodzonej przez samego Chrystiana IV).
W 1644 poprowadził swą armię po raz trzeci w głąb Niemiec i rozgromił armię cesarską w bitwie pod Jüterbogiem w Brandenburgii 21 listopada 1644. Następnie przedarł się do Czech i 24 lutego 1645 wygrał bitwę pod Jankowem, co otworzyło mu drogę na Wiedeń. W kwietniu uchwycił przyczółek mostowy na Dunaju i dotarł do Korneuburga w pobliżu Wiednia, stolicy Habsburgów, ale jego wyczerpana armia nie była w stanie przedostać się dalej i straciła 8000 ludzi w nieudanym oblężeniu Brna na Morawach od 3 maja do 23 sierpnia. Ponadto zimą 1645 unieruchomiła go zaawansowana podagra, co ostatecznie zmusiło go do rezygnacji z dowództwa i powrotu do kraju latem 1646.
W 1647 uzyskał tytuł hrabiego Ortali. W latach 1648–1651 jako generał gubernator zarządzał zachodnimi prowincjami Szwecji. Po śmierci uroczyście pochowano go w kościele Riddarholmskyrkan w sztokholmskiej w dzielnicy na wyspie Riddarholmen – Panteonie wybitnych Szwedów.

Cechowała go niesłychana i nieobliczalna szybkość działania, choć często musiał dowodzić niesiony w lektyce, ze względu na chorobę nie pozwalającą mu dosiąść konia. Dowodząc artylerią, starał się wykorzystać ówczesną wiedzę naukową dla wyzyskania optymalnej skuteczności jej ognia na polu bitwy. Był także znakomitym inżynierem wojskowym.